# Benamejí
Benamejí è un comune spagnolo di 4 914 abitanti situato nella comunità autonoma dell'Andalusia.

## Geografia fisica
Il comune è attraversato dal fiume Genil.